# Elios Del Ponte
Elios Del Ponte (fl. XX secolo) è stato un calciatore italiano, di ruolo centrocampista.

## Caratteristiche tecniche
Giocò alcune partite come mediano sinistro, venendo poi avanzato in un ruolo più offensivo, trasformandosi in interno sinistro.

## Carriera

### Club
Esordì in amichevole contro il Nazionale Lombardia il 21 di febbraio, 1921. Debuttò in massima serie con la Sampierdarenese nel corso della Prima Divisione 1924-1925: al termine del campionato totalizzò 3 presenze. Nel 1925-1926 fu impiegato con maggior continuità, segnando il suo primo gol l'11 ottobre 1925, al 36º minuto di Sampierdarenese-Reggiana. Segnò una tripletta il 16 maggio 1926 nell'8-1 contro il Mantova. Concluse la stagione 1925-1926 con 11 presenze e 4 gol; nel 1926-1927 migliorò le sue prestazioni a livello realizzativo, realizzando 7 gol, due dei quali contro il Milan il 19 dicembre 1926. Confluì poi nella rosa della La Dominante, squadra formata dall'unione di Sampierdarenese e Andrea Doria: il primo campionato, la Divisione Nazionale 1927-1928, vide Del Ponte scendere in campo per 17 volte, con 5 gol. L'ultimo torneo di massima serie disputato da Del Ponte fu la Divisione Nazionale 1928-1929, in cui giocò 10 gare, segnando 3 reti. Rimasto nella rosa della Sampierdarenese, nel 1932 fu messo in lista di trasferimento dalla squadra genovese.